# Richard Day
Richard Day (født 9. maj 1896, død 23. maj 1972) var en canadisk scenograf i filmindustrien.
Han vandt syv Oscars og blev nomineret yderligere 13 gang i kategorien bedste scenografi.
Han arbejdede på 265 film mellem 1923 og 1970.

## Tidlige liv
Day blev født 9. maj 1896 i Victoria, British Columbia i Canada til Patience Day og Robert Scott.
Hans far var arkitekt, som begyndte sin karriere i Sydafrika. Som barn udviklede Day en krumning af rygsøjlen, som forhindrede ham i at gå i skole og blev derfor hjemmeskolet.
Han gennemførte aldrig High School eller fik en højere uddannelse.
Day var kaptajn i den canadiske hær under første verdenskrig. Mens han var udstationeret i London mødte han sin kommende hustru, som arbejdede som sygehjælper. Parret giftede sig i London in 1918.

## Karriere
Efter krigen vendte Day hjem til Canada, hvor han forsøgte at starte en karriere som kommerciel kunstner.
I 1920 finansierede hans far en tur til Hollywood, med det håb, at Day ville få et job i filmindustrien. Han mislykkedes, indtil han tilfældigt mødte instruktøren Erich von Stroheim i en hotellobby, der førte til at Day fik arbejde på filmen Rouletten i 1922.
Day var derefter scenograf på alle von Stroheims film, undtagen von Stroheims eneste lydfilm, Walking down Broadway (Til sidst udgivet som Hello, Sister! i 1933.
Day fulgte med von Stroheim til MGM, og arbejdede der gennem det meste af 1920'erne.
I 1929 forlod han MGM og sluttede sig til Samuel Goldwyn. Han arbejdede som Goldwyns ledende scenograf gennem det meste af 1930'erne.
I den periode vandt han Oscars for sit arbejde med filmene Den sorte engel fra 1935 og Hr. og Fru Dodsworth intime fra 1936
Andre film han arbejdede på i perioden inkludere Blindgaden fra 1937 og John Fords Orkanen også fra 1937.
Han flyttede derefter til 20th Century Fox, hvor han var superviserende scenograf. Han arbejdede personligt på udvalgte film som Grøn var min barndoms dal fra 1941, som han vandt sin tredje Oscar for.

## Oscars

### Vandt
Day vandt syv Oscars for bedste scenografi:
- Den sorte engel (1935)
- Hr. og Fru Dodsworth intime (1936)
- Grøn var min barndoms dal (1941)
- Min veninde Sally (1942)
- Men dette fremfor alt (1942)
- Omstigning til Paradis (1951)
- I storbyens havn (1954)

### Nomineret
Han var nomineret i samme kategori for yderligere 13 film:
- Whoopee (1930)
- Martin Arrowsmith (1931)
- Florentinske Nætter (1934)
- Blindgaden (1937)
- Goldwyn Follies (1938)
- Hallo Argentina! (1940)
- Lillian Russell (1940)
- Blod og sand (1941)
- Knivens æg (1946)
- Jeanne d'Arc (1948)
- H.C. Andersen (1952)
- The Greatest Story Ever Told (1965)
- Tora! Tora! Tora! (1970)